# Ashburton (flod)
Ashburton är en flod i nordvästra Western Australia. Floden har sin källor nära södra vänkretsen och mynnar vid Onslow.